# Goeses
Goeses (em concani:  गोंयकार, Romi Konkani: Goenkar) é o gentílico dos povos nativos de Goa, na Índia, que formam um grupo etnolinguístico resultante da assimilação de ascendências étnicas e/ou linguísticas indo-arianas, dravidianas, indo-portuguesas e austro-asiáticas. Eles falam diferentes dialetos da língua concani. " Goanês" é um termo incorreto para goeses.

## Linguagem

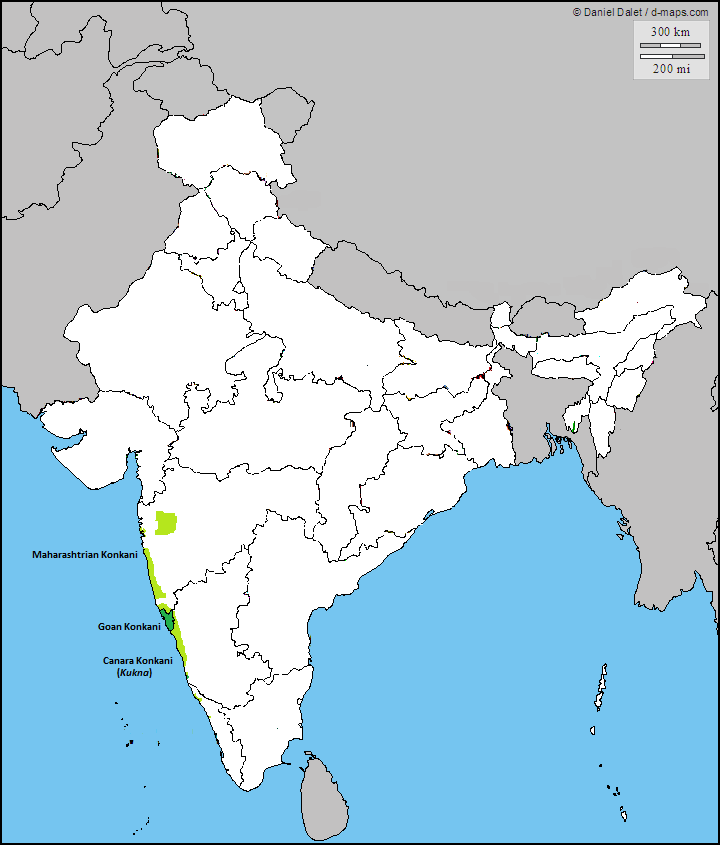
Distribuição geográfica de falantes nativos de concani na Índia

Os goeses são multilingues, mas falam principalmente a língua concani, uma língua baseada no Prácrito que pertence ao grupo sul das línguas indo-arianas. Vários dialetos de concani são falados pelos goeses que incluem Bardezkari, Saxtti, Pednekari e Antruz. O concani falado pelos católicos é notavelmente diferente do dos hindus, pois tem muita influência portuguesa em seu vocabulário.  O concani foi suprimido da documentação oficial era usado durande a governança portuguesa, desempenhando um papel menor na educação das gerações passadas. Todos os goeses foram educados em português no passado, quando Goa era uma província ultramarina de Portugal. Uma pequena minoria de goeses são descendentes de portugueses, falam português e são de etnia luso-indiana.  Também vários Cristãos nativos usavam o português como primeira língua antes de 1961.
Os goeses usam o Devanágari (oficial) e a escrita latina (litúrgica e histórica) para a educação e comunicação (pessoal, formal e religiosa). Aliás, toda a liturgia da Igreja Católica é exclusivamente na escrita latina. No passado, a escrita Goykanadi, Modi, Língua canaresa e Alfabeto persa também eram usados, mais tarde caíram em desuso devido a muitas razões sociais, políticas e religiosas.  
O Português de Goa ainda é falado como primeira língua por vários goeses, embora seja restrito principalmente às famílias católicas de classe alta e à geração mais velha. No entanto, o número anual de goeses a aprender português como segunda língua tem vindo a aumentar continuamente no século XXI através da introdução nas escolas. 
A Língua marata desempenhou um papel significativo para os hindus perto da fronteira norte de Goa, perto de Maarastra e partes de Novas Conquistas. Isto é devido ao influxo de pessoas étnicas Marathi desde o século 20.  

## Religião
Os goeses étnicos são predominantemente católicos romanos, seguidos por hindus e uma pequena comunidade muçulmana. De acordo com as estatísticas de 1909, a população católica era de 293.628 de uma população total de 365.291 (80,33%).  Dentro de Goa, tem havido um declínio constante do cristianismo como porcentagem da população total devido à emigração de Goa para outras cidades indianas e países estrangeiros,  e um aumento de outras religiões devido à imigração  de outros estados da Índia.  A conversão parece ter um papel pequeno na mudança religiosa. De acordo com o censo de 2011, da população indiana residente em Goa (1.458.545 pessoas), 66,1% eram hindus, 25,1% cristãos, 8,32% muçulmanos e 0,1% sikhs.

### cristandade
Os católicos exibem influência portuguesa, devido a mais de 451 anos de domínio direto e interação com o povo português como província ultramarina.  Os nomes portugueses são comuns entre os católicos goeses.  Segue-se uma variação do sistema de castas, mas não rigidamente devido aos esforços portugueses para abolir a discriminação de castas entre os convertidos locais e homogeneizá-los em uma única entidade.  Existem algumas comunidades distintas de Bamonn, Chardó, Gauddo e Sudir em Goa que são principalmente endogâmicas .  A maioria das famílias católicas também compartilham ascendência portuguesa, e algumas se consideram abertamente mestiças.

### Hinduísmo
Os hindus goeses referem-se a si mesmos como " konkane" ( Concani : कोंकणे), significando os residentes de uma área amplamente identificada como Concão. Os hindus em Goa estão divididos em muitas castas e subcastas diferentes, conhecidas como Jatis. Eles usam seus nomes de aldeias para identificar seus clãs, alguns deles usam títulos. Alguns são conhecidos pela ocupação que seus ancestrais exerceram; Nayak, Borkar, Raikar, Keni, Prabhu, Kamat, Lotlikar, Chodankar, Mandrekar, Naik, Bhat, Tari, Gaude são alguns exemplos.

### islamismo
Apenas um pequeno número de muçulmanos nativos permanecem e são conhecidos como Moir , a palavra é derivada do português Mouro. Muçulmano foi a palavra mais tarde usada em português para identificá-los.

### Outros
Há um número minúsculo da diáspora goesa agora convertida ao sikhismo e ao budismo, bem como alguns ateus. 

## Distribuição geográfica
Os goeses têm migrado para toda o Concão e para os países Anglófones, Lusófones e do Golfo Pérsico nos últimos seis séculos por razões sócio-religiosas e económicas. A diáspora indiana foi assimilada com outros povos concanis de Maharashtra, Karnataka e Kerala. Os goeses de todo o mundo referem-se à publicação Goan Voice para obter notícias sobre os membros da sua comunidade.
Muitos goeses ultramarinos se estabeleceram no antigo Império Britânico e no Reino Unido, principalmente na cidade sudoeste de Swindon, Leicester no leste de Midlands e em áreas de Londres, como Wembley e Southall,  bem como em portugal e nos antigos territórios portugueses. De acordo com o Office for National Statistics, em junho de 2020, a população de cidadãos da UE (cidadãos portugueses nascidos na Índia) no Reino Unido era de cerca de 35.000, com uma população significativa em Swindon com aproximadamente 20.000 residentes de origem goesa. 

### Migrações anteriores a 1550
Não existem registos definitivos de migração goesa anterior às conquistas portuguesas na região de Goa. Uma das razões é que o povo goês ainda não era um grupo étnico distinto.

### Migrações de 1550 a 1700 (primeira fase)
Os primeiros casos registados de emigrações significativas de goeses remontam à chegada dos portugueses a Goa . Um número considerável de hindus goeses nos séculos XVII e XVIII fugiu para Mangalore e Canara, a fim de fugir dos esforços de conversão. Eles foram logo seguidos por alguns católicos goeses recém-convertidos, que fugiram da Inquisição de Goa. Houve importantes fluxos de Goa para escapar da Invasão Maratha de Goa (1683), tributação e epidemias durante o mesmo período.  Foi também durante a última parte deste período, que os católicos goeses começaram a viajar para o exterior. Houve migrações de católicos goeses para outras partes do Império Português, como Lisboa, Moçambique , Ormuz, Mascate, Timor, Brasil, Malaca, Pegu e Colombo . Quarenta e oito católicos goeses migraram permanentemente para Portugal no século XVIII.  O envolvimento goês no comércio português no oceano Índico envolveu comunidades hindus e cristãs goesas.  No entanto, alguns hindus goeses não viajaram para países estrangeiros, devido à proibição religiosa imposta pelos Dharamasastras, que afirma que atravessar a água salgada corrompe-se.

### Migrações de 1800 a 1950 (segunda fase)
Durante as Guerras Napoleónicas Goa foi ocupada pelo Império britânico e muitos dos seus navios ficaram ancorados no porto de Morumugão.  Esses navios eram tripulados por nativos goeses, que partiram assim para a Índia britânica. O Tratado Anglo-Português de 1878 desempenhou um papel importante na aceleração da emigração de goeses na segunda metade do século XIX, uma vez que atribiu aos ingleses a construção do Caminho de Ferro de Mormugão, que ligava as Velhas Conquistas à Bombaim. Os goeses,  cristã e hindu,mudaram-se para a Índia continental  principalmente para as cidades de Bombaim (agora Mumbai ), Poona (agora Pune ), Calcutá (agora Kolkata ) e Karachi . 
Um pequeno número de goeses mudou-se para a Birmânia, para se juntar à comunidade já estabelecida no Pegu (agora Bago). Outro destino, principalmente da comunidade católica, foi a África. A maioria dos emigrantes era oriunda da província de Bardes, devido à sua alta taxa de alfabetização, e da região das Velhas Conquistas em geral.  A imigração para a África chegou ao fim após a descolonização da África, durante os anos 1950-60.
Em 1880, havia 29.216 goeses que deixaram Goa.  Em 1954, o número subiu para 180.000.

### Migração da década de 1960 até o presente (fase atual)
Após a anexação de Goa em 1961 pela República da Índia, verificou-se um aumento acentuado do número de emigrantes de origem goesa. Muitos solicitaram e obtiveram passaportes portugueses para obter residência na Europa. A classe educada achou difícil conseguir empregos dentro de Goa devido ao grande afluxo de não-Goeses em Goa, e isso encorajou muitos deles a se mudarem para os estados do Golfo.
Até o início da década de 1970, havia populações substanciais de goeses no Oriente Médio, África e Europa. Também houve, historicamente, goeses em ex-colônias britânicas do Quênia, Uganda e Tanzânia, e colônias portuguesas de Moçambique e Angola. O fim do domínio colonial trouxe um processo subsequente de africanização e uma onda de expulsão de sul-asiáticos de Uganda (1972) e Malawi (1974) forçou a comunidade a migrar para outros lugares. 
Atualmente, estima-se que existam cerca de 600.000 goeses vivem fora da Índia.

### Profissões
Desde a segunda fase das migrações, os goeses tiveram várias profissões. Na Índia britânica, eles eram mordomos ou médicos pessoais da elite inglesa e parsi na Índia. Nos navios e navios de cruzeiro eram marinheiros, comissários, chefes, músicos e dançarinos. Muitos também têm trabalhado em plataformas de petróleo. Muitos médicos goeses trabalharam nas colónias africanas de Portugal. Médicos goeses também eram ativos na Índia britânica.